# Smejoči kavalir
Smejoči kavalir (1624) je portret nizozemskega slikarja zlate dobe Fransa Halsa v zbirki Wallace v Londonu. Umetnostni zgodovinar Seymour Slive ga je opisal kot »enega najsijajnejših baročnih portretov«. Naslov je iznajdba viktorijanske javnosti in tiska, ki izhaja iz njegove razstave na otvoritveni razstavi v muzeju Bethnal Green v letih 1872–1875, takoj po prihodu v Anglijo, potem pa se je redno razmnoževal kot grafika in postal ena najbolj znanih slik starih mojstrov v Britaniji. Neznani subjekt se v resnici ne smeje, lahko pa rečemo, da ima skrivnosten nasmeh, ki ga močno okrepijo njegovi privzdignjeni brki.

## Opis
Portret meri 83 × 67,3 cm in ima zgoraj desno napis Æ'TA SVÆ 26/Aº1624, ki se v latinščini razširi na aetatis suae 26, anno 1624 in pomeni, da je bil portret naslikan, ko je bil portretiranec star 26 let in leta 1624, torej rojen leta 1597 ali 1598. Identiteta moškega ni znana, in čeprav posneti naslovi iz 19. stoletja v nizozemščini, angleščini in francoščini večinoma nakazujejo na vojaško osebo ali vsaj častnika v eni od miličniških čet s krajšim delovnim časom, ki so bile pogosto predmet skupinskih portretov, vključno z nekaterimi Halsovimi in kasneje Rembrandtovo Nočno stražo (1642), je v resnici prav tako verjetno bil bogat civilist. Umetnostni zgodovinar Pieter Biesboer meni, da bi slika morda upodabljala nizozemskega trgovca s tkaninami Tielemana Roostermana (1598–1673), ki je tudi predmet drugega Halsovega portreta.
Kompozicija je živahna in spontana in kljub navideznemu trudu, vloženemu v čudovit in zelo drag svileni kostum, natančen pregled razkrije dolge, hitre poteze s čopičem. Obračajočo se pozo in nizek pogled najdemo na drugih Halsovih portretih in tukaj omogočajo poudarek na vezenem rokavu in čipkasti manšeti. V vezenini je veliko emblemov: ki označujejo »užitke in bolečine ljubezni« so »čebele, puščice, goreči rog izobilja, ljubimčevi vozli in ognjeni jeziki«, medtem ko obelisk ali piramida označuje moč ter Merkurjevo kapo in kaducej srečo.
Na splošno so naročeni portreti, kot je ta, le redko prikazovali nasmejane odrasle do poznega 18. stoletja, čeprav je nasmeh pogosto viden v tronijih in figurah v žanrskem slikarstvu. Toda Hals je izjema od splošnega pravila in je pogosto kazal portretirance s širšimi nasmehi kot tukaj in v neformalnih pozah, ki v njegovo delo vnašajo vtis gibanja in spontanosti.
Učinek oči, kot da sledijo gledalcu iz vseh zornih kotov, je posledica tega, da je subjekt upodobljen tako, da gleda neposredno naprej, proti umetnikovemu zornemu kotu, v kombinaciji s tem, da je statična dvodimenzionalna predstavitev tega, ne glede na zorni kot, iz katerega je slika sama. ogledano.

## Zgodovina
Izvor slike sega šele do prodaje v Haagu leta 1770; po nadaljnjih nizozemskih prodajah jo je leta 1822 kupil francosko-švicarski bankir in zbiratelj Comte de Pourtalès-Gorgier. Po njegovi smrti je sliko leta 1865 na dražbi zbirke v Parizu kupil Richard Seymour-Conway, 4. markiz iz Hertford, ki je premagal barona Jamesa de Rothschilda za več kot šestkrat več od ocenjene prodaje. Bila je v Hertfordovem pariškem domu leta 1871, navedena kot portrait d'un homme ('portret moškega'), nato pa so jo prinesli v London, verjetno z namenom, da bi jo razstavili na veliki in dolgo izposojeni razstavi slik starih mojstrov na Bethnal Green, ki je bila namerno postavljena stran od West Enda v Londonu, da bi pritegnila delavski razred. Razstava je bila velika uspešnica, Kavalir (naslov kataloga) pa še posebej uspešen v javnosti in kritiki; igrala je precejšnjo vlogo pri dvigu kritične ocene Halsa v Angliji.
Do leta 1888, ko je bila ponovno razstavljena na Kraljevi akademiji, je postala Smejoči kavalir, čeprav je čiščenje v vmesnem obdobju (leta 1884) morda spremenilo učinek. Kritik v Athenaeumu je opazil svetlejši videz, a tudi to, da se »človek raje nasmehne kot smeje«. Hertfordova zbirka je bila zapuščena njegovemu biološkemu sinu Sir Richardu Wallaceu Bt., čigar vdova jo je skupaj z njegovo hišo v Londonu podarila državi kot Wallace Collection. Leta 2021 je bila vključena v razstavo »Frans Hals – Moški portret«, ki je potekala v zbirki Wallace in je bila na ogled na razstavi »Frans Hals« v letih 2023 in 2024 v Narodni galeriji in Rijksmuseumu; slednje mesto je bilo prvič, da je bila slika posojena za razstavo.
Motiv »Oči te spremljajo po sobi« je že dolgo v pripravljenosti v Britanski komediji, ki sta jo med mnogimi drugimi uporabljala Pete in Dud v The Art Gallery, včasih v obliki portreta z odrezanimi očmi. ki se lahko uporablja kot kukalo.

## V popularni kulturi
Smejočega kavalirja uporablja pivo McEwan's kot svoj logotip. Spremenjen je bil in prikazuje smejočega se kavalirja, kako uživa v pivu.
V pustolovski seriji Scarlet Pimpernel avtorice Emme Orczy je The Laughing Cavalier predzgodba, ki pripoveduje zgodbo o domnevnem subjektu slike, ki je prednik njenega glavnega junaka, Scarlet Pimpernel, sira Percyja Blakeneyja.
Smejoči kavalir nastopa v The Case Of The Mirror Of Portugal, šesti epizodi TV serije The Rivals Of Sherlock Holmes.
Televizijska serija The Monkees vsebuje epizodo (S02E05), ki se vrti okoli slike in spremenjene kopije kot priprave za zaplet.
Majhno kopijo Laughing Cavalier lahko vidite obešeno na steni doma Harrisovih v skrivnostnem filmu o umoru iz leta 1959 Sapphire (40 minut).